# Władimir Swiridow
Władimir Pietrowicz Swiridow (ros. Владимир Петрович Свиридов, do 1930: Filimon Pietrowicz Swirid (Филимон Петрович Свирид), ur. 25 listopada?/7 grudnia 1897 we wsi Kazuliczy w ówczesnym powiecie bobrujskim (obecnie w rejonie kirowskim w obwodzie mohylewskim), zm. 3 maja 1963 w Leningradzie) – radziecki dowódca wojskowy, generał porucznik artylerii.

## Życiorys
Ukończył seminarium nauczycielskie, od 1916 służył w armii carskiej, ukończył Wileńską Szkołę Wojskową z tymczasową siedzibą w Połtawie, dowódca plutonu na Froncie Północno-Zachodnim I wojny światowej. Uczestnik bitwy pod Baranowiczami w 1916 roku jako dowódca plutonu piechoty, ukończył kursy artyleryjskie i został młodszym oficerem baterii artylerii. W armii carskiej dosłużył się stopnia porucznika, II 1918 podjął studia w Instytucie Pedagogicznym w Mohylewie, po ukończeniu pierwszego roku został wcielony do Armii Czerwonej. Uczestnik wojny domowej w Rosji i wojny z Polską, dowódca plutonu, pomocnik dowódcy i dowódca baterii. Ukończył wyższą szkołę artylerii, od 1922 dowódca plutonu, baterii i kierownik kursu w szkole artyleryjskiej. 1926 przyjęty do WKP(b), 1930 ukończył Akademię Wojskową im. Frunzego w Moskwie, od 1931 dowódca i komisarz pułku artylerii w Leningradzkim Okręgu Wojskowym, od 1934 dowódca artylerii korpusu strzeleckiego, od 1936 szef oddziału szkolenia bojowego wydziału artylerii okręgu wojskowego. w 1938 ukończył Akademię Sztabu Generalnego Sił Zbrojnych ZSRR, w latach 1938–1941 dowódca artylerii Białoruskiego Specjalnego Okręgu Wojskowego, Środkowoazjatyckiego i Leningradzkiego Okręgu Wojskowego. 29 października 1939 mianowany kombrigiem, a 4 czerwca 1940 generałem majorem artylerii. Po ataku Niemiec na ZSRR dowódca artylerii Frontu Północnego, później dowódca artylerii – zastępca dowódcy Frontu Leningradzkiego. Od XI 1941 dowódca 55 Armii, 30 sierpnia 1943 mianowany generałem porucznikiem. 4 marca 1944 został ranny i ciężko kontuzjowany, od końca III 1944 dowodził 42 Armią na Froncie Leningradzkim na 2 i 3 Froncie Nadbałtyckim. Wojska pod jego dowództwem brały udział w przełamywaniu blokady Leningradu, w operacji leningradzko-nowogrodzkiej, w operacji pskowsko-ostrowskiej, w ataku na Rygę i walkach w Kurlandii. W okresie VII 1945 – XI 1947 zastępca przewodniczącego Komisji Kontroli na Węgrzech, I 1948 – IV 1949 dowódca armii, a IV 1949 – VI 1953 głównodowodzący Centralnej Grupy Wojsk, równocześnie wysoki komisarz Austrii. XII 1954 – III 1957 zastępca dowódcy Odeskiego Okręgu Wojskowego, następnie na emeryturze. Deputowany do Rady Najwyższej ZSRR 3 kadencji.

## Ordery i odznaczenia
- Order Lenina (dwukrotnie)
- Order Czerwonego Sztandaru (trzykrotnie)
- Order Suworowa I klasy
- Order Kutuzowa II klasy
- Medal „Za zwycięstwo nad Niemcami w Wielkiej Wojnie Ojczyźnianej 1941–1945”
- Medal jubileuszowy „XX lat Robotniczo-Chłopskiej Armii Czerwonej”

Medale ZSRR i odznaczenia zagraniczne.